# Ingvar Jónsson
Ingvar Jónsson (født 18. oktober 1989 i Keflavik) er en islandsk fodboldspiller (målmand) der senest spillede for Viborg FF.

## Klubkarriere
Jónsson startede sin karriere i hjemlandet, hvor han blandt andet spillede fire år hos Stjarnan. Han var med til at vinde det islandske mesterskab med klubben i 2014. Herefter rejste han til Norge, hvor han har spillet for både Start, Sandnes Ulf og Sandefjord.

## Landshold
Jónsson debuterede for Islands landshold 12. december 2014 i en venskabskamp mod Belgien. Han var en del af den islandske trup til EM 2016 i Frankrig, men var dog ikke på banen i turneringen, hvor islændingene nåede kvartfinalerne.
Jónsson spillede desuden i 2008 én kamp for det islandske U/21-landshold.